# Andreas Texter

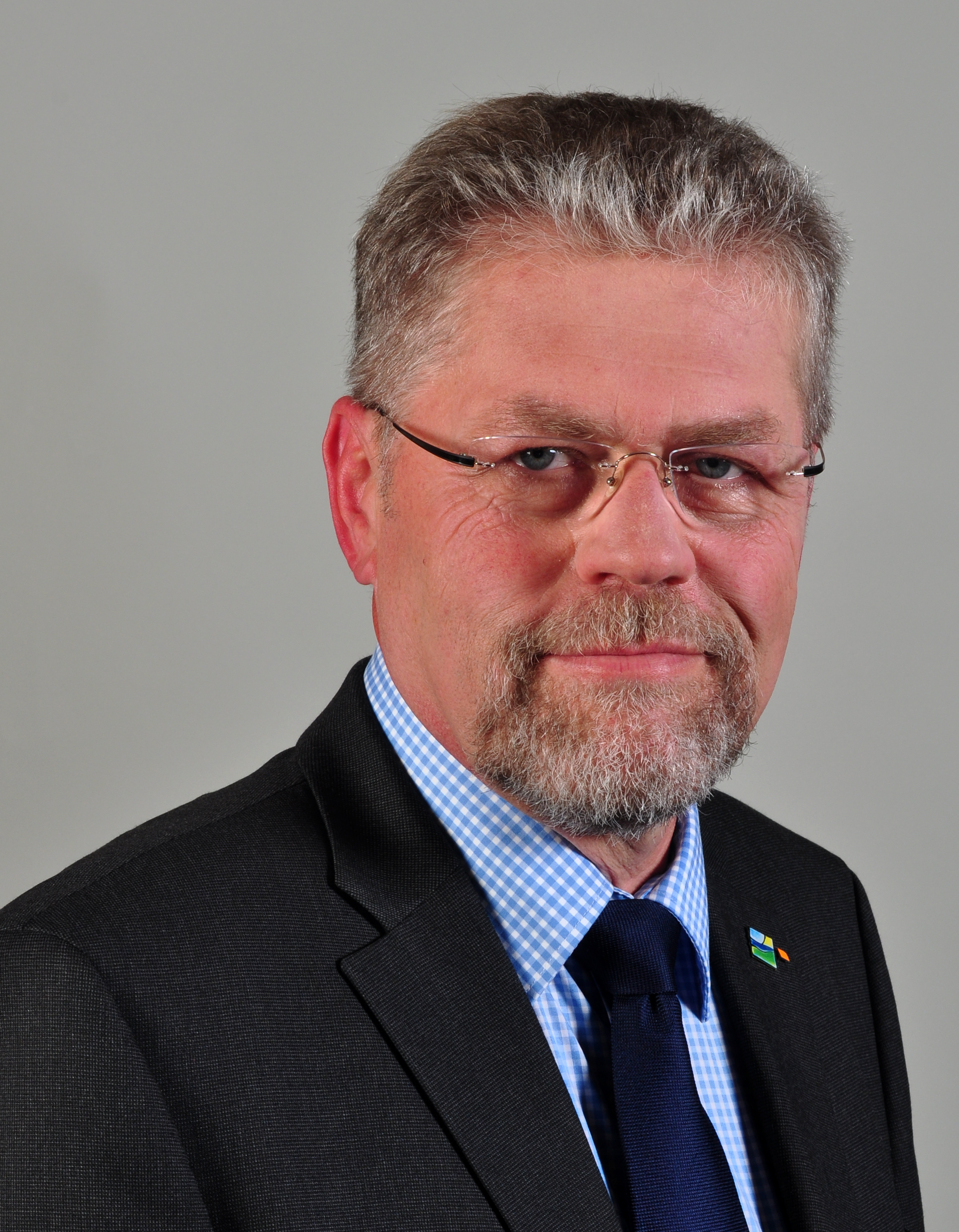
Andreas Texter, 2013

Andreas Texter (* 14. Januar 1960 in Ueckermünde) ist ein deutscher Politiker (CDU). Er war Abgeordneter im Landtag Mecklenburg-Vorpommern.

## Biografie
Andreas Texter studierte nach Abitur und Wehrdienst bei der NVA an der Universität Rostock von 1981 bis 1986 Tierproduktion. Anschließend war er bis 1990 in einer Landwirtschaftlichen Produktionsgenossenschaft in Ferdinandshof tätig, anschließend bis 1992 bei der Würth-Gruppe. Seit 1992 ist er im Öffentlichen Dienst beschäftigt und leitet beim Amt Am Stettiner Haff das Ordnungsamt.

## Politik
Texter gehört seit 2004 der Stadtvertretung der Stadt Ueckermünde und dem Kreistag des Landkreises Uecker-Randow an, von 2009 bis 2011 als dessen Präsident.
Bei der Wahl am 4. September 2011 wurde er im Wahlkreis Uecker-Randow I in den Landtag gewählt. Bei der Wahl am 4. September 2016 trat er in demselben Wahlkreis erneut an, unterlag aber diesmal seinem Mitbewerber Patrick Dahlemann (SPD). Ab dem 4. Oktober 2016 gehörte er erneut dem Landtag an und war Sprecher der CDU-Fraktion für Rechtspolitik; ab dem 8. November 2016 war er Vizesprecher der Landesregierung Mecklenburg-Vorpommern.